# NGC 512
NGC 512 ist eine Spiralgalaxie vom Hubble-Typ Sab im Sternbild Andromeda am Nordsternhimmel. Sie ist schätzungsweise 224 Millionen Lichtjahre von der Milchstraße entfernt und hat einen Durchmesser von etwa 105.000 Lichtjahren.

Im selben Himmelsareal befinden sich u. a. die Galaxien NGC 496, NGC 513, NGC 523, NGC 537.
Das Objekt wurde am 17. November 1827 von dem britischen Astronomen John Herschel entdeckt.